# EKAD
L'EKAD ou le Périphérique de Iékaterinbourg (en russe : ЕКАД, acronyme de Екатеринбу́ргская кольцева́я автодоро́га, Iekaterinbourgskaïa Koltsevaïa Avtomobilnaïa Doroga, ou en français « voie périphérique automobile de Iékaterinbourg »), est un anneau de voies rapides urbaines long de 93 km autour de Iékaterinbourg en Russie. Il est composé à la fois de sections en 2 x 2 ou 2 x 3 voies et de voie rapides, dans tous les cas séparés des autres routes. Du point de vue de sa dénomination, il est composé de deux parties reliant la R242 à l'ouest et la R351 à l'est, l'une passant au sud ; le demi-anneau sud, l'autre passant au nord ; le demi-anneau nord. L'EKAD est en 2022 le seul périphérique russe complet une fois passé l'Oural, et il est sur l'itinéraire du trajet le plus court entre Moscou et l'extrême-orient russe. Il deviendra un tronçon clef lors de l'achèvement de l'autoroute M12, censée relier la capitale à au moins Kémérovo.

## Caractéristiques
D'une part, il y a le demi-anneau nord qui est de catégorie II, avec une chaussée large de 7,5 mètres qui se compose d'une voie dans chaque sens. D'autre part, il y a le demi-anneau sud, plus récent, de catégorie IB avec deux voies dans chaque sens au minimum, et parfois trois. La vitesse est sur cette partie de 120 km/h, contrairement aux 90 au nord.

## Tracé de l'EKAD
- Échangeur entre EKAD et M5 en direction de Tcheliabinsk, début du périphérique, km 0
- Rivière Isset, km 1,8
- Échangeur entre EKAD et la Route de Koltosvo vers l'aéroport Koltsovo, km 5,2
- Transsibérien, km 7,5
- Échangeur entre EKAD et R351 vers Tioumen, km 10,3
- Aire de service (sens intérieur), km 11
- Sortie vers la centrale électrique de Novosverdlovskaïa, km 14,4
- Sortie vers Beriozovski, km 21,7
- Échangeur entre EKAD et la Route de Rej vers Rej et Alapaïevsk, km 24,2
- Rivière Pychma, km 29,5
- Échangeur entre EKAD et la 65K-3610000 vers la route de Serov, km 32
- Échangeur entre EKAD et Avenue des cosmonautes, vers Verkhnaïa Pychma, km 34,3
- Rivière Pychma, km 34,7
- Échangeur entre EKAD et R352 (aussi dénommé route de Serov), vers Nijni Taguil et Serov, km 40,6
- Rivière Isset, km 50,5
- Transsibérien, km 55
- Rivière Recheka, km 55
- Échangeur entre EKAD et R242 vers Perm, km 58
- Échangeur entre EKAD et la Route de Tchousovskoïe, km 62,7
- Sortie vers Mednyi, km 68
- Échangeur entre EKAD et la Route vers Zeleny Bor, km 76
- Échangeur entre EKAD et la 65K-4105000, vers Kourganovo et Polevskoï, km 80
- Sortie vers Sysert, km 82,8
- Échangeur entre EKAD et M5 en direction de Tcheliabinsk, fin du périphérique, km 94,3[2]